# Косиняк-Камыш, Владислав
Владислав Мартин Косиняк-Камыш (пол. Władysław Marcin Kosiniak-Kamysz) — польский медик и политик, министр обороны Польши с 13 декабря 2023 года. Депутат Сейма Польши с 2015 года, бывший Министр труда и социальной политики Польши, председатель Польской народной партии, вице председатель совета министров Польши.

## Биография

### Ранние годы и образование
Родился 10 августа 1981 года в Кракове.
Учился в Средней школе им. Яна III Собеского в Кракове. В 2006 году окончил медицинский факультет Ягеллонского университета. В 2010 защитил докторскую диссертацию на тему « Взаимосвязь вариабельности гена, кодирующего ГТФ-1-циклогидролазу, с функцией эндотелия сосудов у больных сахарным диабетом 2-го типа» и получил степень доктора медицинских наук. 

### Общественная и политическая деятельность до 2015 года
С 2000 года в Польской народной партии. Был одним из соучредителей Молодежного форума Польской народной партии, в 2008–2012 был секретарем Высшего исполнительного комитета Форума. 
На Местных выборах 2010 года получил мандат депутата Краковского городского совета. Работал в Комитете по делам семьи и социальной политике, Комитете по вопросам здравоохранения и профилактике, Курортном комитете и Комитете по имуществу и предпринимательству.
18 ноября 2011 года стал Министром труда и социальной политики Польши во втором правительстве Дональда Туска.
1 декабря 2012 года стал Вице-председателем Польской народной партии.
На Выборах в Европарламент 2014 года возглавлял партийный список Польской народной партии в округе №9 (Подкарпатское воеводство). Получил 12 667 голосов, которых оказалось недостаточно для прохождения в Европарламент.
22 сентября 2014 года вновь занял пост министра труда и социальной политики в правительстве Эвы Копач.

### После 2015
На Парламентских выборах 2015 года возглавил партийный список Польской народной партии в округе №15 — Тарнов. Он получил 12 171 голос, став депутатом Сейма Польши 8-го созыва.
7 ноября 2015 года на съезде Польской народной партии избран её председателем. Также он стал председателем Парламентский фракции Польской народной партии в Сейме.
16 ноября 2015 ушел в отставку с поста министра труда и социальной политики. 
В апреле 2017 стал членом правления Олимпийского комитета Польши.
В феврале 2018 стал председателем объединённой фракции Польской коалиции — Польской народной партии — Унии европейских демократов в Сейме.
В декабре 2019 года он официально заявил, что будет баллотироваться на пост президента Польши на выборах 2020 года. В первом туре он получил 459 365 голосов (2,36%), заняв 5-е место из 11. Перед вторым туром он поддержал Рафала Тшасковского.
В апреля 2023 года стал сооснователем коалиции «Третий путь вместе с партией «Польша 2050». На парламентских выборах 2023 года избран а Сейм X созыва.
12 декабря 2023 года по результатам голосования выбран Министром национальной обороны в третьем правительстве Дональда Туска, 13 декабря официально вступил в должность, параллельно став Заместителем председателя Совета министров.

## Личная жизнь
Отец — Анджей Косиняк-Камыш был Министром здравоохранения Польши в правительстве Тадеуша Мазовецкого. Дядя — Зенон Косиняк-Камыш — бывший посол Польши в Сингапуре, Канаде и Словакии. Второй дядя — Казимеж Косиняк-Камыш, биолог. Двоюродной сестрой его деда была Стефания Лонцкая, учительница и бывшая узница концлагеря Аушвиц.
С 2009 по 2016 был женат. В 2019 женился повторно на Паулина Вояс, дочери Збигнева Вояса, войта гмины Гдув (Величский повет Малопольского воеводства). Имеет троих от второго брака: дочерей Софию и Розу и сына Станислава.
По вероисповеданию католик.

## Участие в выборах
| Выборы | Избирательный комитет              | Избирательный комитет                           | Орган                                | Результат       |
| ------ | ---------------------------------- | ----------------------------------------------- | ------------------------------------ | --------------- |
| 2010   |                                    | Избирательный комитет Яцека Майхровского        | Краковский городской совет VI созыва | 763 (2,04%)     |
| 2014   |                                    | Польская народная партия                        | Европейский парламент VIII созыва    | 12 667 (3,18%)  |
| 2015   | Сейм Республики Польша VIII созыва | Польская народная партия                        | 12 171 (4,17%)                       |                 |
| 2019   | Польская коалиция                  | Сейм Республики Польша IX созыва                | 33 784 (9,73%)                       |                 |
| 2020   |                                    | Избирательный комитет Владислава Косиняк-Камыша | Президент Республики Польша          | 459 365 (2,36%) |
| 2023   |                                    | Третий путь                                     | Сейм Республики Польша X созыва      | 50 139 (12,42%) |